# داربروشه (مقاطعة تشرداول)
داربروشه (بالفارسية: دارپروشه) هي قرية تقع في قسم هليلان الريفي في إيران. يقدر عدد سكانها بـ 284 نسمة بحسب إحصاء 2016.